# 松本新八郎
松本 新八郎（まつもと しんぱちろう、1913年11月24日 - 2005年12月10日）は、日本の歴史学者、専修大学教授。

## 経歴
出生から修学期
1913年、愛媛県で生まれた。1934年に松山高等学校を卒業し、東京帝国大学文学部国史学科に入学。同期入学に、家永三郎、石母田正らがいた。1937年、東京帝国大学を卒業。
日本史研究者として
同1937年より東京帝国大学史料編纂所に勤務。戦後の1945年、松山経済専門学校(現・松山大学)教授となった(1948年まで)。
第1回参議院議員選挙に出馬
1947年4月20日に行われた第1回参議院議員選挙に愛媛県選挙区から立候補するが落選。
選挙出馬後
その後は日本評論社に勤務し、東京都立大学 (1949-2011)講師、文化学院講師などをつとめた。1966年、専修大学教授となった。1984年に同大学を退任。2005年に死去。

## 研究内容・業績
マルクス主義歴史学の立場から日本の封建制を研究、南北朝の争乱が封建革命であると主張した。

## 著作
著書
- 『封建的農地所有の成立過程』伊藤書店(日本学術論叢) 1948
- 『中世社会の研究』東京大学出版会 1956
- 『日本史の人物』未来社 1958
- 『民謡の歴史』雪華社 1965
- 『中世の社会と思想』校倉書房 1983

共編著
- 『国民の文学』1・古典篇　永積安明共編、御茶の水書房 1953
- 『日本歴史入門』松島栄一・藤井松一共著、合同出版社(合同新書) 1958
- 『近代日本における歴史学の発達』野原四郎・江口朴郎共編、青木書店 1976

## 著作目録
- 民話の研究会（編）「松本新八郎著作文献目録（稿）」『あまんじゃく』第5号、民話の研究会（子どもの文化研究所内）、1975年、155-166頁。